# أفرام روسو
أفرام روسو (بالروسية Авраам Руссо بالإحرف اللاتينية Avraam Russo بالأرمنية Աբրահամ Ռուսսո) مغني روسي مشهور من أصل سوري - أرمني. هو أبراهام إبجيان (بالإنكليزية Apraham Ipjian) عُرِف بشبابه كـ«أبيك» و«أبو». ولد في حلب، سوريا عام 1969 في عائلة أرمنية فقيرة. توفي والده وهو صغير واضطرت الوالدة العناية بالأطفال وحدها والعمل وخدمة الكنيسة. اكتشف صوته وهو يتعلم في مدرسة لاهوتية، فترك المدرسة وبدأ يغني في مناسبات عائلية واجتماعية وذاع صيته في حلب وبين الجالية الأرمنية السورية بعد سماع الناس لصوته في حفلات كان يحييها في «رمايا»، ونادي «المسبح العائلي في حلب»، «سمر» و«نادي العروبة» وفي مطاعم عدة أشهرها «مطعم الأمير».
انتقل إلى قبرص اليونانية حيث غنى في الأندية والملاهي الليلية بلغات عدة لمدة سنتين. حضر إحدى حفلاته المتمول الروسي اليهودي الأصل تلمان إسماعيلوف، حيث دعاه، بعد تغيير اسمه من أبراهام إبجيان إلى الاسم الفني الروسي أفرام روسو إلى إحياء حفلات في روسيا في الملاهي التي كان يديرها وذاع صيته سريعا بأدائه للأغاني الشرقية العربية والأرمنية باللغة الروسية. خصوصا بعد أداء "داليكو داليكو"  (يالأحرف اللاتينية Daleko Daleko) وهي موضوعة على موسيقى أغنية تملي معاك للفنان المصري العالمي عمرو دياب. وحاز روسو بجائزة "أقضل أغنية روسية" عام 2002 عن هذه الأغنية. كما أصدر روسو نسخة إنكليزية من ذات الأغنية سماها "بريتي ماي بريتي (بالإنكليزية Pretty, My Pretty) وأصرّ أن يغني قسما من الأغنية في نسختها العربية "تملي معاك" 
غنى أفرام روسو بلغات عديدة من أهمها الروسية، والإنكليزية والفرنسية والعربية والأرمنية، واليونانية، والتركية، والآذيرية، والإسبانية.
أصدر أربع ألبومات بالروسية اشتهرت في روسيا وأرمينيا وبلدان الاتحاد السوفياتي السابقة وأوروبا الشرقية. عام 2006 تعرّض لمحاولة اغتيال وهو عائد من إحدى حفلاته، ولم تُعرف أسبابها ولا مقترفيها. وأصيب أفرام روسو إصابات بالغة وبقي مشلولا لعدة سنوات. خلاصه وبفاءه على قيد الحياة كانت بأعجوبه، وفترة تعافيه طويلة ومريرة إذ لم يكن بستطيع المشي لإصاباته البالغة. قرر روسو على أثره ترك روسيا وأقام مع زوجته موريلا في نيويورك حيث ولد لهما طفلة أسمياها إيمانويلا.
بعد غياب 4 سنوات قضاهم في الشفاء من إصاباته، عاد روسو إلى المشي وأصدر في 2010 ألبومه الجديد «ريزيركشون» (بالإنكليزية Resurrection) ومسجل باللغة الإنكليزية في مدينة ناشفيل في ولاية تنيسي الأميركية، وهي أغاني روحية مؤلفة من مؤلفين أميركيين مشهورين وتحكي الأغاني عن المعاناة والخلاص والإيمان. والأغنية الأولى من الألبوم أنزله كسينغل في كاون الأول / ديسمبر 2009 هو أغنية «السلام» (بالإنكليزية Peace) وتحكي عن الجنود الأطفال والريع للجمعية الخيرية «إنفيزيبل تشيلدرين» (بالإنكليزية Invisible Children). عاد إلى روسيا ليحيي مجموعة حفلات ناجحة بعد شفائه.

## الألبومات
- 2001: Amor
- 2002: Tonight
- 2003: Proszto ljubity
- 2006: Obrucsalnaja
- 2010: Resurrection